# Eugène-Melchior Péligot
Eugène-Melchior Péligot (24. března 1811 Paříž, Francie –  15. dubna 1890 Paříž, Francie), známý také jako Eugène Péligot, byl francouzský chemik, který v roce 1841 izoloval první vzorek kovového uranu.
Péligot dokázal, že černý prášek Martina Heinricha Klaprotha nebyl čistý kov (jednalo se o oxid uranu, konkrétně oxid uraničitý, který má vzorec UO2). Poté se mu podařilo připravit čistý kovový uran redukcí chloridu uraničitého (UCl4) kovovým draslíkem. V současnosti se dá kovový uran připravit efektivněji.

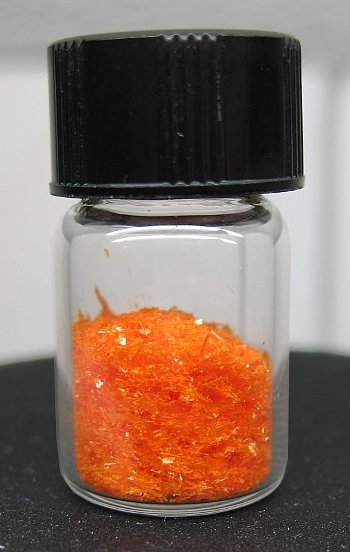
Chlorochroman draselný, často také nazýván Péligotova sůl

Péligot byl profesorem analytické chemie na Národním agronomickém institutu v Paříži. Spolupracoval s Jeanem-Baptistou Dumasem a společně objevili methylový radikál při pokusech s methanolem. Připravili také plynný dimethylether a mnoho esterů. V roce 1838 úspěšně přeměnili kafr na p-cymen pomocí oxidu fosforečného.
V roce 1844 syntetizoval octan chromnatý, který byl v roce 1964 Frankem Albertem Cottonem uznán za první chemickou sloučeninu, která obsahuje čtvernou vazbu.